# Adventure Time (4.ª temporada)
A quarta temporada da série animada americana Adventure Time, criada por Pendleton Ward e exibida pelo Cartoon Network e suas subsidiárias regionais, foi exibida entre 2 de abril de 2012 e 22 de outubro do mesmo ano.
O primeiro episódio da temporada "Quente Demais" ("Hot to the Touch") foi assistido por 2 655 milhões de espectadores, marcando uma leve decaída comparado ao fim da última temporada. A temporada terminou com o episódio cliffhanger "O Lich", que foi visto por 2 589 milhões de espectadores, e que só seria resolvido no começo da quinta temporada
Durante a produção da temporada Ward e a equipe passaram pelo que chamaram depois de "melancolia da quarta temporada" ao escreverem histórias mais interessantes e diversas do que as previamente exibidas. O lançamento em DVD e Blu-ray da temporada completa está planejado para em 7 de outubro de 2014.

## Episódios
| # | #  | Título                                                       | Diretor          | Escritor (es)                                   | Exibição original      | Código de produção | Audiência (em milhões) |
| --- | -- | ------------------------------------------------------------ | ---------------- | ----------------------------------------------- | ---------------------- | ------------------ | ---------------------- |
| 79 | 1  | "Hot to the Touch" (Parte 2) "Quente Demais"                 | Larry Leichliter | Cole Sanchez & Rebecca Sugar                    | 2 de abril de 2012     | 1008-082           | 2.655                  |
| Finn desenvolve uma paixão pela Princesa de Fogo e tenta conheça-la melhor, o que prova ser difícil devido seus destrutíveis e incontroláveis poderes. |    |                                                              |                  |                                                 |                        |                    |                        |
| 80 | 2  | "Five Short Graybles" "Cinco Historinhas"                    | Larry Leichliter | Tom Herpich, Skyler Page, & Cole Sanchez        | 9 de abril de 2012     | 1008-079           | N/A                    |
| Uma série de cinco historinhas centradas em torno de BMO, Finn e Jake, Princesa Jujuba, o Rei Gelado e a Princesa Caroço — todas centradas em torno do tema comum dos cinco sentidos, apresentado por um homem misterioso do futuro chamado Cuber.                                                                     |    |                                                              |                  |                                                 |                        |                    |                        |
| 81 | 3  | "Web Weirdos" "Teia de Estranhos"                            | Larry Leichliter | Ako Castuera & Jesse Moynihan                   | 16 de abril de 2012    | 1008-081           | N/A                    |
| Finn precisa ajudar a reconciliar um casal de aranhas mal-humorados antes que ele e Jake sejam comidos. |    |                                                              |                  |                                                 |                        |                    |                        |
| 82 | 4  | "Dream of Love" "Sonho de Amor"                              | Larry Leichliter | Somvilay Xayaphone & Bert Youn                  | 23 de abril de 2012    | 1008-080           | N/A                    |
| Dona Tromba é cortejada pelo Sr. Porco, mas todos se sentem incomodados quando eles começam a demonstrar muita afeição em público. |    |                                                              |                  |                                                 |                        |                    |                        |
| 83 | 5  | "Return to the Nightosphere"(Parte 1) "Retorno a Noitosfera" | Larry Leichliter | Ako Castuera & Jesse Moynihan                   | 30 de abril de 2012    | 1008-085           | N/A                    |
| Finn e Jake acordam, enterrados sobre uma pilha de bananas, na terrível Noitosfera, sem qualquer lembrança de como chegaram lá. Eles procuram o lider do submundo, o pai de Marceline, que aparentemente é que os aprisionou em primeiro lugar.                                                                        |    |                                                              |                  |                                                 |                        |                    |                        |
| 84 | 6  | "Daddy's Little Monster" (Parte 2) "Monstrinha do Papai"     | Larry Leichliter | Cole Sanchez & Rebecca Sugar                    | 30 de abril de 2012    | 1008-086           | N/A                    |
| Finn e Jake tentam salvam Marceline depois de descobrirem que seu pai a enganou, transformando-a num maléfico demônio. |    |                                                              |                  |                                                 |                        |                    |                        |
| 85 | 7  | "In Your Footsteps" "Seguindo Seus Passos"                   | Larry Leichliter | Tom Herpich & Skyler Page                       | 7 de maio de 2012      | 1008-083           | N/A                    |
| Um urso torna-se amigo de Finn. Jake, entretanto, acha que ele está tentando roubar a identidade de Finn. Por fim, Finn gentilmente entrega o Enquirídio, o Livro dos Herois, ao urso, acreditando o desejo dele é se tornar um heroi também; no entanto, no final do episódio, o urso dá o livro para o caracol Lich. |    |                                                              |                  |                                                 |                        |                    |                        |
| 86 | 8  | "Hug Wolf" "Lobo do Abraço"                                  | Larry Leichliter | Somvilay Xayaphone & Bert Youn                  | 14 de maio de 2012     | 1008-084           | N/A                    |
| Finn descobre um Lobo do Abraço e passa por uma terrível transformação |    |                                                              |                  |                                                 |                        |                    |                        |
| 87 | 9  | "Princess Monster Wife" "Esposa Princesa Monstro"            | Larry Leichliter | Somvilay Xayaphone & Bert Youn                  | 28 de maio de 2012     | 1008-088           | N/A                    |
| Rei Gelado rouba partes de princesas para fazer uma princesa esposa, e agora Finn e Jake tem de recuperar as partes das princesas, mas não conseguem olhar para ela sem desmaiar. |    |                                                              |                  |                                                 |                        |                    |                        |
| 88 | 10 | "Goliad"                                                     | Larry Leichliter | Tom Herpich & Skyler Page                       | 4 de junho de 2012     | 1008-087           | N/A                    |
| A Princesa Jujuba começa a temer por sua mortalidade, e cria uma esfinge eterna chamada Goliad para ser sua sucessora. No entanto, as coisas ficam fora de controle quando a esfinge se volta contra a Princesa Jujuba.                                                                                                |    |                                                              |                  |                                                 |                        |                    |                        |
| 89 | 11 | "Beyond This Earthly Realm" "Além Deste Plano Terreno"       | Larry Leichliter | Ako Castuera & Jesse Moynihan                   | 11 de junho de 2012    | 1008-089           | N/A                    |
| Finn descobre e toca num cordeiro de porcelana, que o leva para o mundo espiritual e apenas o Rei Gelado pode ajuda-lo. |    |                                                              |                  |                                                 |                        |                    |                        |
| 90 | 12 | "Gotcha!" "Te Peguei!"                                       | Larry Leichliter | Cole Sanchez & Rebecca Sugar                    | 18 de junho de 2012    | 1008-090           | 2.392                  |
| Princesa Caroço decide escrever um livro sobre a suposta paixão que Finn tem por ela. |    |                                                              |                  |                                                 |                        |                    |                        |
| 91 | 13 | "Princess Cookie" "Princesa Biscoito"                        | Larry Leichliter | Tom Herpich & Skyler Page                       | 25 de junho de 2012    | 1008-091           | N/A                    |
| Finn, Jake e Princesa Jujuba tentam bolar um plano para salvar um grupo de pessoas doces que estavam como reféns de um biscoito homem que queria ser princesa. |    |                                                              |                  |                                                 |                        |                    |                        |
| 92 | 14 | "Card Wars" "Guerra de Cartas"                               | Larry Leichliter | Somvilay Xayaphone & Bert Youn                  | 16 de julho de 2012    | 1008-092           | N/A                    |
| Finn e Jake jogam Guerra de Cartas, um jogo de cartas holográfico, no qual Jake torna-se super competitivo. |    |                                                              |                  |                                                 |                        |                    |                        |
| 93 | 15 | "Sons of Mars" "Filhos de Marte"                             | Larry Leichliter | Ako Castuera & Jesse Moynihan                   | 23 de julho de 2012    | 1008-093           | N/A                    |
| Quando a deidade marciana "Grob Gob Glob Grod" vem prender o Homem Mágico por seus crimes, este usa seus poderes para transformar-se em Jake, conseguindo escapar de seu julgamento enquanto o verdadeiro Jake é levado em seu lugar.                                                                                  |    |                                                              |                  |                                                 |                        |                    |                        |
| 94 | 16 | "Burning Low" "Pegando Um Foguinho"                          | Larry Leichliter | Cole Sanchez & Rebecca Sugar                    | 30 de julho de 2012    | 1008-094           | 3.504                  |
| Finn e Jake ficam convencidos que Princesa Jujuba está que ciumes agora que Finn está saindo com a Princesa do Fogo. Na verdade, Jujuba está preocupada com os poderes da Princesa do Fogo, acreditando que ela será incapaz de suportar um romance sem queimar um buraco na crosta da Terra.                          |    |                                                              |                  |                                                 |                        |                    |                        |
| 95 | 17 | "BMO Noire"                                                  | Larry Leichliter | Tom Herpich & Skyler Page                       | 6 de agosto de 2012    | 1008-095           | N/A                    |
| Em uma aproximação e ambientação noir, BMO tenta resolver o mistério da meia perdida de Finn. |    |                                                              |                  |                                                 |                        |                    |                        |
| 96 | 18 | "King Worm" "Rei Minhoca"                                    | Larry Leichliter | Steve Wolfhard, Somvilay Xayaphone, & Bert Youn | 13 de agosto de 2012   | 1008-096           | N/A                    |
| Finn e Jake descobrem-se presos em seus próprios subconscientes pelo Rei Minhoca. |    |                                                              |                  |                                                 |                        |                    |                        |
| 97 | 19 | "Lady & Peebles" "Lady & Jujuba"                             | Larry Leichliter | Cole Sanchez & Rebecca Sugar                    | 20 de agosto de 2012   | 1008-098           | 2.754                  |
| Lady Íris e Princesa Jujuba saem em busca de Finn e Jake que desapareceram em uma batalha contra o Rei Gelado. |    |                                                              |                  |                                                 |                        |                    |                        |
| 98 | 20 | "You Made Me" "Você Me Fez"                                  | Larry Leichliter | Tom Herpich & Jesse Moynihan                    | 27 de agosto de 2012   | 1008-099           | N/A                    |
| O Conde de Limãograb fica louco de solidão, pois ninguém entende seu jeito azedo de ser, e culpa a Princesa Jujuba por tê-lo feito assim. |    |                                                              |                  |                                                 |                        |                    |                        |
| 99 | 21 | "Who Would Win" "Quem Ganha"                                 | Larry Leichliter | Ako Castuera & Jesse Moynihan                   | 3 de setembro de 2012  | 1008-097           | N/A                    |
| Finn e Jake estão determinados a derrotar um monstro chamado "O Fazenda", mas começam a lutar um com o outro por Jake não lutar sério. |    |                                                              |                  |                                                 |                        |                    |                        |
| 100 | 22 | "Ignition Point" "Ponto de Ignição"                          | Larry Leichliter | Somvilay Xayaphone & Bert Youn                  | 17 de setembro de 2012 | 1008-101           | 2.256                  |
| Finn e Jake invadem o Reino de Fogo em busca da Princesa de Fogo. Lá, eles descobrem uma conspiração para assassinar o Rei de Fogo e tentam impedi-la. |    |                                                              |                  |                                                 |                        |                    |                        |
| 101 | 23 | "The Hard Easy" "O Fácil Difícil"                            | Larry Leichliter | Tom Herpich & Skyler Page                       | 1 de outubro de 2012   | 1008-100           | 2.643                  |
| Finn e Jake tentam salvar os Aldeões de Wubiwub do Mega Sapo, um monstro que aterroriza sua vila. |    |                                                              |                  |                                                 |                        |                    |                        |
| 102 | 24 | "Reign of Gunters" "Reino de Gunters"                        | Larry Leichliter | Ako Castuera & Jesse Moynihan                   | 8 de outubro de 2012   | 1008-102           | 1.845                  |
| Depos de roubar o "Olho de Desejos Demoníacos", Gunter cria clones de si mesmo para causar caos enquanto ele tenta tomar o poder no Reino Doce. |    |                                                              |                  |                                                 |                        |                    |                        |
| 103 | 25 | "I Remember You" "Me Lembro de Você"                         | Larry Leichliter | Cole Sanchez & Rebecca Sugar                    | 15 de outubro de 2012  | 1008-103           | 2.535                  |
| Rei Gelado e Marceline criam uma música juntos, enquanto Marceline tenta fazer o Rei Gelado lembrar-se de quem ele realmente é. O episódio revela que Marceline e o Rei Gelado se conhecem desde da guerra nuclear que aconteceu 1000 anos antes, mas que o Rei Gelado a abandonou porque a coroa o tornou insano.     |    |                                                              |                  |                                                 |                        |                    |                        |
| 104 | 26 | "The Lich" (Parte 1) "O Lich"                                | Larry Leichliter | Tom Herpich & Skyler Page                       | 22 de outubro de 2012  | 1008-104           | 2.589                  |
| Finn tem uma sonho profético sobre o Lich, acordando então Jake para irem avisar Billy. |    |                                                              |                  |                                                 |                        |                    |                        |